# Ủy ban Bầu cử Quốc gia (Hàn Quốc)
Ủy ban Bầu cử Quốc gia (Tiếng Hàn: 중앙선거관리위원회; Tiếng Anh: National Election Commission viết tắt là NEC) là nhánh bầu cử độc lập của Hàn Quốc được thành lập để quản lý các cuộc bầu cử tự do và công bằng, các cuộc trưng cầu dân ý và các vấn đề hành chính quốc gia liên quan đến các đảng chính trị và các quỹ. Cơ quan được thành lập theo Điều 114 của Hiến pháp Hàn Quốc. NEC có quyền lực ngang với Quốc hội, nhánh hành pháp, Toà án Tối cao và Toà án Hiến pháp Hàn Quốc. Mục đích của việc thành lập ủy ban là để quản lý các cuộc bầu cử một cách công bằng.

## Tổ chức
Ủy ban Bầu cử (NEC) có cơ cấu tổ chức gồm bốn cấp, bao gồm Ủy ban Bầu cử Quốc gia, Ủy ban Bầu cử 17 Si (thành phố đô thị)/Do (tỉnh), Ủy ban Bầu cử 250 Gu (quận)/Si (thành phố)/Gun (huyện) và Ủy ban Bầu cử 3.481 Eup (thị trấn)/Myeon (xã)/Dong (phường).
Nhiệm kỳ của các thành viên Ủy ban là sáu năm. Không một thành viên nào của Ủy ban sẽ bị đuổi khỏi chức vụ trừ khi bị buộc tội phản quốc hoặc án phạt tù mà không có lao động trong nhà tù hay nặng hơn. Các thành viên của Ủy ban sẽ không tham gia các đảng phái chính trị, cũng không tham gia vào các hoạt động chính trị.
Ủy ban Bầu cử Hải ngoại phục vụ từ xa cho công dân Hàn Quốc ở nước ngoài tại nơi các Đại sứ quán và Tổng lãnh sự quán được đặt, 180 ngày trước khi và đến 30 ngày sau khi mỗi cuộc bầu cử Tổng thống và bầu cử Quốc hội tiến hành

### 1. Ủy ban Bầu cử Quốc gia

#### Thành phần
Ủy ban Bầu cử Quốc gia là một cơ quan hiến pháp độc lập gồm 9 thành viên. 3 thành viên do Tổng thống bổ nhiệm, 3 do Quốc hội bầu và 3 do Chánh án Toà án Tối cao chỉ định. Chủ tịch và Phó Chủ tịch được bầu ra giữa các Ủy viên và theo thông lệ, Chánh án Tòa án Tối cao thường được bầu làm Chủ tịch. Phó Chủ tịch cấp Quốc vụ khanh là một vị trí chuyên trách không giống như Chủ tịch và hỗ trợ Chủ tịch cũng như giám sát Ban Thư ký theo sự chỉ đạo của Chủ tịch. Nhiệm kỳ các chức vụ theo Hiến pháp là 6 năm.
Ban thư ký, Ủy ban Thảo luận Tin tức Bầu cử Internet và Ủy ban Truyền thanh Tranh luận Bầu cử là các tổ chức liên kết của NEC.

#### Ban thư ký
Ban Thư ký gồm có Tổng thư ký cấp Quốc vụ khanh và Phó Tổng thư ký cấp Thứ trưởng bên cạnh 2 văn phòng, 25 đơn vị và 1 viện đào tạo.

### 2. Ủy ban Bầu cử Si (Thành phố đô thị)/Do (tỉnh)

#### Thành phần
Ủy ban Bầu cử Si/Do bao gồm Chủ tịch, Phó Chủ tịch và các ủy viên. Mỗi đảng chính trị có một nhóm đàm phán trong Quốc hội đề nghị một người có quyền bầu cử và không phải là thành viên của bất kỳ đảng phái chính trị nào làm một Ủy viên. Ba thành viên bao gồm hai thẩm phán được chỉ định bởi Chánh án Tòa án khu vực địa phương; trong khi 3 thành viên còn lại được đề cử từ nhóm các học giả và cá nhân tiêu biểu về đạo đức và học vấn. Chủ tịch Ủy ban được bầu từ các thành viên và thường là Chánh án của Tòa án khu vực. Phó Chủ tịch được Ủy ban Bầu cử Quốc gia đề cử và phục vụ chuyên trách. Dưới mỗi Ủy ban Bầu cử Si/Do là một ban thư ký và Ủy ban Truyền thanh Tranh luận Bầu cử.

#### Ban thư ký
Ban Thư ký gồm có Phó Chủ tịch, Tổng thư ký và 4 đơn vị.

### 3. Ủy ban Bầu cử Gu (quận)/Si (thànhphố)/Gun (huyện)

#### Thành phần
Ủy ban Bầu cử Gu/Si/Gun gồm có Chủ tịch, Phó Chủ tịch và các ủy viên. Mỗi Ủy ban Bầu cử Gu/Si/Gun hiện tại có hai thành viên được đề cử bởi các đảng chính trị có một nhóm đàm phán tại Quốc hội và sáu ủy viên do Ủy ban Bầu cử Si/Do ủy nhiệm từ các thẩm phán, các nhà giáo hoặc những cá nhân tiêu biểu về đạo đức và học vấn.
Chủ tịch và Phó Chủ tịch được bầu trong số các ủy viên và theo thông lệ thường là Thẩm phán của Tòa án khu vực. Không ủy viên nào giữ chức vụ chuyên trách. Ủy ban Bầu cử Gu/Si/Gun có Ban thư ký và Ủy ban Truyền thanh Tranh luận Bầu cử.

#### Ban thư ký
Ủy ban Bầu cử Gu/Si/Gun quản lý các khu vực bầu cử Quốc hội; và thường có một Cục điều hành, hoặc Phòng điều hành. Cục điều hành / Phòng điều hành gồm có Tổng giám đốc Ban thư ký cấp 4 (cấp 5) và 2 bộ phận.

### 4. Ủy ban Bầu cử Eup (thị trấn)/Myeon (xã)/Dong (phường)

#### Thành phần
Ủy ban Bầu cử Eup/Myeon/Dong bao gồm Chủ tịch, Phó Chủ tịch và các ủy viên.
Các đảng chính trị có một nhóm đàm phán trong Quốc hội chọn 2 thành viên trong số những người cư trú tại Eup/Myeon/Dong và có quyền bầu cử thành viên của Quốc hội nhưng không phải là thành viên của bất kỳ đảng phái chính trị nào. Ủy ban Bầu cử Gu/Si/Gun bổ nhiệm 4 thành viên trong số những người tiêu biểu về học thức và đạo đức. Chủ tịch và Phó Chủ tịch được bầu từ các ủy viên. Không ủy viên nào giữ chức vụ chuyên trách.

#### Các cơ quan điều hành
Ủy ban Bầu cử Eup/Myeon/Dong bầu các thư ký và nhân viên trong số các quan chức chính quyền địa phương để hỗ trợ hành chính cho Ủy ban Bầu cử. Ngoài ra, những viên chức kiểm phiếu được lựa chọn từ các cán bộ công chức hoặc cấp cao được phân tới các khu vực bầu cử, nơi mà họ được yêu cầu quản lý các nhiệm vụ hành chính liên quan đến bỏ phiếu.

## Ủy viên Ủy ban Bầu cử Quốc gia hiện tại
Các thành viên của NEC hiện tại là:
- Lee In-Bok, Chủ tịch
- Lee Jong-Woo, Phó Chủ tịch

(Phó Chủ tịch là vị trí chuyên trách duy nhất trong Ủy ban và giám sát Ban thư ký.)
Và các ủy viên: 
- Lee Han-Goo, Ủy viên
- Cho Byeong-Hyun, Ủy viên
- Lee Sang-Hwan, Ủy viên
- Kim Jung-Ki, Ủy viên
- Choi Yoon-Hee, Ủy viên
- Kim Yong-Ho, Ủy viên
- Cho Yong-Koo, Ủy viên

## Nhiệm vụ và trách nhiệm
Ủy ban Bầu cử Quốc gia quản lý các cuộc bầu cử công chức, bao gồm bầu cử Tổng thống, các thành viên Quốc hội, các thành viên hội đồng địa phương và người đứng đầu chính quyền địa phương. Ủy ban cũng quản lý các cuộc bầu cử ủy thác cho người đứng đầu các hợp tác xã nông nghiệp, thủy sản, chăn nuôi và lâm nghiệp và cho ứng viên của Hiệu trưởng các trường đại học quốc gia.
Ủy ban điều hành việc đăng ký, thay đổi, thực hiện và giải tán các đảng chính trị và hỗ trợ các hoạt động của họ trên cơ sở Hiến pháp và Luật về các Đảng phái chính trị; quy định trợ cấp quốc gia cho các đảng chính trị; giám sát việc thiết lập và thực hiện của các hiệp hội những người ủng hộ; thu thập và phân phối các quỹ chính trị và giám sát cách thức các quỹ chính trị này được chi tiêu để đảm bảo việc gây quỹ và minh bạch thông suốt theo Luật Ngân quỹ Chính trị.

#### Quản lý các cuộc bầu cử công chức
Ủy ban Bầu cử (EC) quản lý cuộc bầu cử Tổng thống và bầu cử thành viên Quốc hội, thành viên Hội đồng địa phương và những người đứng đầu chính quyền địa phương theo quy định của Luật Bầu cử Công chức.
Việc quản lý bầu cử bao gồm việc đăng ký các ứng cử viên sơ khai trong một khoảng thời gian nhất định trước bầu cử; lập và giám sát việc đăng ký cử tri, đăng ký ứng cử viên; quản lý chiến dịch bầu cử cũng như bỏ phiếu và kiểm phiếu cuối cùng xác định ứng viên được bầu.

#### Ngăn chặn, theo dõi và kiểm soát các vi phạm Luật Bầu cử
Ủy ban Bầu cử theo dõi chặt chẽ và kiểm soát các hoạt động gây tổn hại đến sự công bằng trong cuộc bầu cử cũng như có hành động phòng ngừa những vi phạm luật bầu cử nhằm đảm bảo cơ hội bình đẳng cho các đảng phái chính trị và ứng cử viên và để tổ chức các cuộc bầu cử một cách công bằng trong khi tuân thủ các quy trình bầu cử.

#### Nghiên cứu về Thu nhập và Chi phí của các Quỹ liên quan đến bầu cử
Ủy ban Bầu cử kiểm tra và điều tra thông tin về thu nhập và chi phí của các quỹ liên quan đến bầu cử do các bên và các ứng cử viên báo cáo. Trong trường hợp có bất kỳ vi phạm nào như cung cấp thông tin sai lệch, Ủy ban sẽ đưa ra một cáo buộc chính thức hoặc yêu cầu một cuộc điều tra chống lại hành vi vi phạm.

#### Quản lý các Cuộc bầu cử Ủy thác[3]
Ủy ban Bầu cử quản lý các cuộc bầu cử người đứng đầu các Hợp tác xã Nông nghiệp, Thủy sản, Chăn nuôi và Lâm nghiệp và Hiệu trưởng các trường đại học quốc gia để thực hiện các cuộc bầu cử công bằng theo Luật Ủy ban Bầu cử cũng như các luật và quy định liên quan khác. Quá trình của những cuộc bầu cử uỷ thác là tương tự như các cuộc bầu cử công chức.

#### Quản lý các Cuộc trưng cầu dân ý Quốc gia[4]
Ủy ban Bầu cử tiến hành và quản lý các cuộc trưng cầu dân ý dựa trên hiến pháp để nghe ý kiến công chúng về các chính sách quan trọng ảnh hưởng đến an ninh quốc gia như chính sách đối ngoại, quốc phòng, thống nhất và sửa đổi hiến pháp.

#### Quản lý các Cuộc trưng cầu dân ý Dân cư[5]
Ủy ban Bầu cử quản lý các cuộc trưng cầu dân cư để xác định các vấn đề quan trọng sẽ được đưa vào quy định, sắc lệnh trong các chính quyền địa phương, cũng như liên quan đến các chính sách quốc gia và áp đặt một gánh nặng lên, hoặc ảnh hưởng tới, công chúng. Quá trình trưng cầu dân ý của người dân cũng tương tự như các cuộc trưng cầu dân ý.

#### Quản lý các Phiếu Thu hồi của Dân cư[6]
Ủy ban Bầu cử xử lý các phiếu thu hồi của người dân thông qua đó công chúng quyết định loại bỏ một người đứng đầu chính quyền địa phương hoặc một thành viên hội đồng địa phương trước khi kết thúc nhiệm kỳ trong những trường hợp dân chủ đại nghị là bất lợi do người đứng đầu được bầu của chính quyền địa phương hoặc thành viên hội đồng địa phương vi phạm pháp luật, thực hiện những hành động sai trái hoặc bỏ bê nhiệm vụ của mình.

#### Quản lý các Công việc của các Đảng chính trị[7]
Ủy ban Bầu cử quản lý việc đăng ký, thay đổi, thực hiện, giải tán các đảng chính trị và hỗ trợ các hoạt động của họ trên cơ sở Hiến pháp và Luật các đảng chính trị để bảo đảm tự do thành lập đảng và thực hiện các hoạt động chính trị để các đảng sẽ được phát triển thành các đảng 'Định hướng chính sách'.

#### Quản lý các Vấn đề liên quan đến các Quỹ Chính trị[8]
Ủy ban Bầu cử Quốc gia cung cấp trợ cấp quốc gia cho các đảng chính trị, giám sát việc thành lập và thực hiện các hiệp hội những người ủng hộ, thu thập và phân phối các quỹ chính trị và theo dõi cách thức các quỹ chính trị được chi tiêu để đảm bảo việc gây quỹ và minh bạch một cách trôi chảy theo Luật Ngân quỹ Chính trị.